# Volle maan (Suske en Wiske)
Volle maan is het tweehonderdzevenendertigste stripverhaal uit de reeks van Suske en Wiske. Het scenario is geschreven door Paul Geerts en de tekeningen zijn gemaakt door Marc Verhaegen.
Het is gepubliceerd in De Standaard en Het Nieuwsblad van 6 september 1996 tot en met 28 december 1996. De eerste albumuitgave in de Vierkleurenreeks was in april 1997, met albumnummer 252.

## Locaties
- België, station Heide, Nederland, Zuid-Limburg, het land van Peel en Maas, hofstede, boerderijtje, dorpje met post- en telegraafkantoor, St. Gregorius-ziekenhuis met psychiatrische afdeling in Brunssum, moeras

## Personages
- Suske, Wiske, tante Sidonia, Lambik, Jerom, conducteur, boer, Anjo en haar dochtertje Marieke, Teun Brom (de herenboer), winkelmeisje, Henk (broer van Teun), Trees (meid), boeren, broeders, directeur ziekenhuis, gemeenteraad, Kazan (hond), politie

## Het verhaal
Suske en Wiske gaan een paar dagen kamperen in het land van Peel en Maas. Als ze ergens brood willen kopen, worden ze de winkel uitgestuurd met de vreemde reden dat het buiten donker wordt. Iedereen in het dorp timmert inmiddels de ramen dicht, omdat ze ergens erg bang voor lijken. 
Suske en Wiske vragen bij een hofstede om onderdak, maar ook daar worden ze weggestuurd. Omdat ze niet buiten willen slapen zoeken ze verder. Ze mogen uiteindelijk eten en overnachten op een kleine boerderij. De boerin, Anjo, vertelt dat iedereen bang is voor onweer en ze worden vroeg naar bed gestuurd. 's Nachts hoort Wiske een vreemd, grommend geluid. De volgende dag praten ze hierover. Anjo zegt dat het de wind moet zijn geweest. Anjo's dochtertje Marieke gaat met Suske en Wiske schapen hoeden en vertelt dat haar moeder de wol verkoopt, het is de enige bron van inkomsten. De laatste tijd verdwijnen er echter steeds meer schapen op onverklaarbare wijze. Anjo's huisbaas is Teun Brom, een rijke herenboer. Hij blijkt te wonen op de hofstede waar Suske en Wiske de vorige avond zijn verjaagd.
Suske gaat richting het moeras, alhoewel Marieke hem waarschuwt dat hier eerder mensen spoorloos zijn verdwenen. Suske doet de verhalen af als bijgeloof onder de plaatselijke bevolking. Hij ziet bij het moeras een grote pootafdruk die van een wolf lijkt te zijn, ondanks dat deze hier niet meer voorkomen. De kinderen brengen de schapen terug naar Anjo's boerderij en worden opnieuw door haar gewaarschuwd dat de deuren ’s nachts dicht moeten blijven. Suske vertelt Wiske over de pootafdruk. De volgende dag vraagt Anjo of zij boodschappen willen halen in het dorp. Suske en Wiske betalen de boodschappen voor Anjo als tegenprestatie voor het mogen overnachten. In de winkel koopt Suske ook gips, waarna hij met Wiske naar het moeras gaat. Suske giet het sneldrogend gips in de pootafdruk en wil het naar professor Barabas sturen. 
Teun komt intussen de huur opeisen, maar Anjo kan hem niet betalen. Ze krijgt tien dagen uitstel. Suske en Wiske vertellen Anjo dat ze in het postkantoor willen bellen met tante Sidonia. Ze versturen ook heimelijk het pakket met de gipsafdruk. 
Suske en Wiske ontmoeten in het veld een boer genaamd Henk, de broer van Teun. Henks tractor is stuk en Teun wil uit gierigheid geen nieuwe kopen. Het lukt Suske om het ding weer aan de praat te krijgen. Henk neemt de kinderen uit dankbaarheid mee naar zijn hoeve en geeft hen water uit de put. Trees, de dienstmeid, waarschuwt dat boer Teun geen vreemden op het erf wil hebben. Terwijl Suske en Wiske in alle haast vertrekken, zien ze hoe Henk door Teun wordt mishandeld.
Suske en Wiske gaan weer naar Anjo. Marieke is nog niet terug terwijl het al donker wordt. Suske gaat met een bijl het bos in en ziet de schapen. Hij gaat verder en vindt Marieke, die in het moeras een lammetje was kwijtgeraakt. Suske kan haar redden, maar dan zien ze ineens een schim door de mist rennen. Suske vindt even later een metalen tabaksdoos met de letters T.B. erin gegraveerd. Suske en Wiske gaan de volgende dag naar de hofstede en laten de tabaksdoos aan Teun zien, maar die zegt dat hij niet bij het moeras is geweest. De kinderen hebben echter niks over een moeras gezegd. Ze laten ook een lap stof zien, met dezelfde kleur als de jas van Teun. Teun jaagt de kinderen opnieuw van zijn erf. Suske is nu overtuigd dat Teun wel degelijk in het moeras bij Marieke was.
Suske en Wiske zien dat Lambik en Sidonia zijn aangekomen bij het huisje van Anjo. Ze hebben veel eten meegebracht, als dank voor de zorg voor de kinderen. Tante Sidonia en Lambik besluiten ook enkele dagen bij Anjo te blijven logeren en horen ’s avonds van Suske en Wiske wat er is gebeurd. Lambik vertelt dat professor Barabas de gipsafdruk heeft onderzocht, het gaat om een menselijke voet met lange klauwen. Tante Sidonia geniet buiten van een mooie volle maan en kan een schimmige gestalte neerslaan. Het blijkt Teun te zijn die in de schapenstal zat. De vrienden brengen Teun naar binnen en vinden dan twee afgeslachte schapen in de stal. De volgende dag komt Trees naar het huis van Anjo, waar ze vertelt dat de alarmklok in het dorp heeft geluid. Er zijn op meerdere boerderijen schapen, koeien en kippen gedood. Iedereen verdenkt Teun ervan de dieren te hebben gedood. Teun ontkent alles en heeft zelf een heel ander verhaal: op zijn eigen boerderij zijn die nacht eveneens dieren gedood. Hij was de dader op het spoor, maar werd toen overmeesterd door tante Sidonia. 
Teun laat een pootafdruk zien. Dan merkt Suske op dat dit sprekend lijkt op het exemplaar waar hij gips in heeft gegoten. Teun vertelt de vrienden nu zijn levensverhaal. Hij moest vroeger als kind samen met Henk dag en nacht werken en er werd hem niet toegestaan om te trouwen. Een grote brand verwoestte op een dag een gedeelte van de boerderij en de ouders kwamen daarbij om. Henk vertrok hierna om een lange reis door Europa te maken. Teun wilde behalve Trees niemand meer op zijn terrein. Toen Henk terugkeerde kwam hij als hoeveknecht weer bij zijn broer werken, maar Teun is nu ook kwaad op Henk omdat die hem in de steek heeft gelaten. Teun vertelt dat Henk erg teruggetrokken leeft. Suske en Wiske merken op dat Henk eerder juist aardig was tegen hen.
De vrienden besluiten de omgeving in de gaten te houden. Lambik geeft de Suske een gsm en ze splitsen zich op. Wiske moet bij tante Sidonia blijven, Suske gaat naar de hoeve en Lambik is in het moeras, maar hij vindt daar niks en gaat naar huis. Suske ziet dat er om middernacht een raam opengaat en hoort dan het gehuil van een wolf. Even later zien ze Lambik vechten met een enorme wolf, waarvan hij een poot weet af te hakken. Ze nemen een stuk regenjas mee naar het huis met de poot erin. Als ze het pakket openen, blijkt de wolvenklauw in een mensenhand te zijn veranderd. Het gaat dus om een weerwolf. De hand heeft geen duim, het moet dus Henks afgehakte hand zijn. 
De vrienden leggen de hand in de ijskast en ze gaan de volgende dag naar Teun. Ze vinden de zwaargewonde Henk die een hand mist in bed, en brengen Teun op de hoogte. Henk wordt naar het ziekenhuis gebracht, waar artsen zullen proberen zijn hand weer aan zijn arm te hechten. Als het opnieuw volle maan is, ontsnapt Henk echter uit het ziekenhuis. De gemeenteraad komt bijeen en roept de hulp in van de politie. De vrienden horen dat Marieke nog niet terug is met haar schapen. Teun wordt gearresteerd. Jerom, die inmiddels ook is gearriveerd, gaat op zoek naar Suske en Marieke. Hij laat de politie het meisje thuisbrengen. Suske verkleedt zich als schaap en Jerom verslaat dan de weerwolf met hulp van Lambik. De weerwolf wordt vastgebonden en als het dag wordt, is Henk weer de oude. De politiecommissaris zal Henk nu afleveren bij de psychiatrische afdeling in het ziekenhuis. 
De vrienden bezoeken Henk nog eenmaal en hij vertelt hoe hij na de dood van zijn ouders heeft rondgezworven in het buitenland. Toen hij in Transsylvanië was, is hij daar aangevallen door een weerwolf die zijn linkerduim afbeet. Daardoor is hij zelf met het weerwolfvirus besmet geraakt. Henk zal in een speciaal ziekenhuis in het buitenland behandeld worden en Teun, die spijt heeft van het verleden, zal met hem meegaan. Anjo en Marieke mogen gratis op de hoeve komen wonen om samen met Trees de boerderij te runnen.

## Achtergronden
- Vanaf eind jaren 80 werden een tijdlang in de Suske en Wiske-verhalen weer meer mythologie, magie en occultisme als thema verwerkt, in combinatie met horrorachtige elementen (zie ook bijv. De krachtige krans en De mysterieuze mijn). Vooral dit laatste was eerder vrij ongebruikelijk in de strip, die zich primair op kinderen tot een jaar of 12 richtte.
- Dit verhaal is (net als De bokkerijders) ook uitgegeven in het Limburgs, onder de titel De waerwouf van Ieëtselder (vertaling: "De weerwolf van Etzenrade").[2]
- Als Suske en Wiske aan het begin van het verhaal door Zuid-Limburg reizen, zien ze een standbeeld van zichzelf bij het station.

## Fouten en inconsequenties
- Suske en Wiske gaan kamperen en Lambik en Sidonia brengen hen naar het station. Onderweg vertelt Lambik dat ze zullen kamperen in het land van Peel en Maas in Zuid-Limburg. In werkelijkheid ligt dat gebied in Noord-Limburg. Ook heeft Nederlands-Limburg geen echte moerasgebieden.
- Enkele zaken in het verhaal blijven onopgelost, bijvoorbeeld of het inderdaad Teun is die Marieke in het moeras heeft aangevallen, en hoe Teun precies in de schapenstal van Anjo terechtkwam.
- De afgehakte hand van Henk groeit er na de operatie snel weer aan, na ca. een dag van Henks arm gescheiden te zijn geweest. In werkelijkheid is zoiets chirurgisch gezien vrijwel onmogelijk.
- Een politieagent kondigt aan het eind van het verhaal aan dat Henk juridisch vervolgd zal worden. Even later wordt echter gemeld dat Henk en Teun samen voor een speciale behandeling naar het buitenland gaan.